# EKA
EKA — суперкомпьютер, созданный в Computational Research Laboratories (дочернее подразделение Tata Consultancy Services) с технической помощью и на базе аппаратного обеспечения Hewlett-Packard.
Слово «Eka» переводится с санскрита как «один».

## Характеристики
В EKA используется 14352 процессорных ядер в процессорах Intel Xeon X5365. Основные внутренние соединения сделаны при помощи Infiniband 4x DDR. EKA занимает площадь в 4000 кв. футов. Компьютер создан с использованием готовых компонентов производства Hewlett-Packard, Mellanox Technologies и Voltaire. Оборудование было смонтировано за 6 недель.

## Рейтинг
На момент запуска являлся 4-м по производительности суперкомпьютером в мире и 1-м в Азии. По состоянию на 16 сентября 2011 года занимал 58 место в TOP500.